# Гелдард, Алан
Ро́берт А́лан Ге́лдард (англ. Robert Alan Geldard; 16 апреля 1927, Рочдейл, Большой Манчестер — 26 февраля 2018, Солфорд, Северо-Западная Англия) — британский велогонщик, выступавший за сборную Великобритании по велоспорту в конце 1940-х — начале 1950-х годов. Бронзовый призёр летних Олимпийских игр в Лондоне, участник Игр Британской империи в Окленде, победитель и призёр британских национальных первенств.

## Биография
Алан Гелдард родился 16 апреля 1927 года в городе Рочдейл графства Большой Манчестер, Англия. В возрасте 14 лет бросил школу ради работы художника-оформителя. Во время Второй мировой войны в 17 лет был призван работать на угольной шахте, но после окончания войны вернулся к оформительской деятельности.
Также с юных лет серьёзно занимался велоспортом, в 1945 году становился чемпионом Великобритании среди юниоров, в 1947 году одержал победу в зачёте взрослого британского национального первенства в командной гонке преследования. Проходил подготовку в Манчестере в местном велоклубе «Манчестер Уилерс».
Как спортсмен наибольшего успеха добился в сезоне 1948 года, когда вошёл в состав британской национальной сборной по велоспорту и удостоился права защищать честь страны на домашних летних Олимпийских играх в Лондоне, при этом для подготовки к Играм ему пришлось на три недели отпроситься с работы. Совместно с партнёрами по сборной Томми Годвином, Уилфридом Уотерсом и Дэвидом Рикеттсом завоевал в командной гонке преследования бронзовую медаль, пропустив вперёд только велогонщиков из Франции и Италии.
По окончании Олимпиады Гелдард вернулся к работе художника-оформителя и вскоре женился. В качестве награды за спортивные успехи начальник стал давать ему больше свободного времени.
В 1950 году Алану Гелдарду довелось поучаствовать в Играх Британской империи в Окленде, однако здесь он не смог попасть в число призёров.
Впоследствии занимался тренерской деятельностью в нескольких манчестерских клубах, некоторые из его воспитанников становились призёрами британского чемпионата.
Перед Олимпиадой 2012 года участвовал в эстафете олимпийского огня, передав факел Себастьяну Коу, председателю Лондонского организационного комитета Олимпийских и Паралимпийских игр.
Умер 26 февраля 2018 года в больнице Сити-оф-Солфорд в возрасте 90 лет.